# Paço de Lanheses
O Paço de Lanheses, também referido como Quinta e Paço de Lanheses e Quinta do Paço é uma quinta rural com solar localizada na freguesia de Lanheses, no município e no distrito de Viana do Castelo, em Portugal.
A propriedade que era cabeça de um morgado, tem vinhedos plantados nos seus campos.
O conjunto está classificado como Monumento de Interesse Público desde 2012.
Dentro duma linha tradicional e típica da região do Norte de Portugal constitui uma grande casa senhorial, composta por dois corpos desiguais, de dois pisos, com capela adossada ao corpo maior. Terá sido erguida nos finais do século XVI e aumentada no século XVIII da qual mantém a traça dessa época e que está inserida numa extensa propriedade agrícola.
É igualmente apelidado de Paço dos Almadas por pertencer, desde o inicio do século XIX, ao representante dos Almadas (condes de Almada) por ele ter casado com a morgada desta propriedade, assim como tinha sido antes de Solar dos Ricaldes por ter visto aqui nascer ou se nobilitar a família com esse nome associado ao apelido, ancestrais dos primeiros por linha feminina a partir dessa data.
Dentro da sua mata e agradável jardim, na entrada, está o Pelourinho de Lanheses, outro Monumento Nacional (classificado como IIP pelo Decreto n.º 12 122, de 11-10-1033), que representava o direito de justiça que os senhores desta Casa, antigamente, tinham sobre este desaparecido concelho e antes Vila Nova de Lanheses.
A Herdeira, uma novela da TVI, teve como um dos cenários principais este paço e é, na ficção, o Paço do Souto e Solar dos Condes de Alvarenga pertencente à família constituída pela "condessa mãe" Maria do Carmo (Lia Gama), o conde Duarte (Pedro Lamares), a sua segunda mulher Madalena (Rita Pereira) e os jovens Pipo (Leonardo Marques) e Carlota (Júlia Palha). Têm aí igualmente lugar os caseiros desta quinta a Marianinha (Julie Sargeant) e Zé Avelino (José Wallenstein) e a filha destes, Anita (Carolina Frias). Igualmente convivem diariamente, neste ambiente, o cocheiro Vitó Carlos Bagina (Gany Ferreira) assim como a Alexa Torres e a primeira mulher de Duarte, condessa Maria Luísa, falecida, vista como memória do passado, que são ambas representadas por Jessica Athayde.

## Classificação
Por decreto, saído no Diário da Republica em 31 de Dezembro de 2012, tanto a Quinta como o Paço de Lanheses (integrando o solar e a restante propriedade, a ela pertencente, desde os jardins, uma casa rural mais e os campos agrícolas circundantes) foram classificados de Monumento de Interesse Público (MIP), com uma zona especial de protecção (ZEP), pela Presidência do Conselho de Ministros, através da assinatura, em 13 de Dezembro do mesmo ano, do então presidente do Gabinete do Secretário de Estado da Cultura.
É também hoje uma das referências de alojamento no turismo rural e que junta práticas de enoturismo. Desde 1997, classificado como casa de Turismo de Habitação pela Direcção Geral de Turismo.

## Lendas e Histórias
Consta e é de tradição familiar que esteve aqui, em 1580, D. António Prior do Crato quando andava fugido dos castelhanos e a tentar reunir forças aliadas. Assim como terá marcado aqui presença o célebre salteador Zé do Telhado e que este terá pedido emprestada uma joia à senhora desta casa, condessa de Almada, e a terá devolvido com mais uma pedra preciosa incrustada nela que tinha sido perdida há muito.

## Elementos arquitectónicos

### Edificação e antigas obras
Ao que tudo indica a construção do Paço de Lanheses iniciou-se no século XVI tendo sido totalmente remodelado no inicio do século XVIII.
A origem da sua arquitectura é portanto quinhentista e reflexo disso são todas as janelas e portas, com as ombreiras sem esquinas vivas, das traseiras da casa. Mas já toda a frente é setecentista, onde está a entrada principal, excepto uma porta e uma janela que ainda são pertencentes a um corpo mais antigo que ficou integrado no restante renovação. As duas pedras d´armas aí apresentadas transportam-nos para essa época última. Efectivamente existe a informação de que em 1723 a diocese de Braga autorizou a transferência de sitio a antiga capela, para aumentá-la e torná-la pública. Isso terá sido concedido positivamente pois a nova, que está encostada à casa, no mesmo estilo do restante paço ("palacium"), foi benzida em 1776. Os proprietários intervenientes, detentores dessa vontade, de melhoramento na casa, foram José de Abreu Pereira Brito e Castro e Francisco de Abreu Pereira Cirne, pai e filho respectivamente.
Acresce informar que, segundo um testamento do Arquivo do Paço, pode verificar-se obras em 1764 na cavalariça., que devia estar no piso térreo.

### Fachada principal, seu desenho descritivo
O solar forma um enorme L virado para um amplo terreiro, circundado por dois muros que o encerra. Um deles baixo, mas, com um frondoso e apertado arbusto de buxo, que o eleva a todo o comprimento, e outro alto, com ameias chanfradas e merlões, cortado a meio por um grande portão com uma primeira elaborada pedra de armas, virada para o exterior. Dos lados, dois pináculos completam a decoração. De cada lado do portal esse muro é rasgado por janelas gradeadas com "banquinhos namoradeiros".
A entrada faz-se pela ala virada a Norte e ao centro do edifício principal, por uma elegante escadaria de granito, ladeada por um elegante corrimão e tendo ao cimo um outro segundo brasão de armas, ladeado de trabalhados pináculos.
Esta dá acesso a uma bonita varanda em U, para dentro, com uma galeria de colunas de pedra igual a toda a volta. Por baixo dela e nas duas paredes laterais encontram-se quatro arcos de volta inteira. É precisamente no interior de um deles, virado poente/nascente, que se encontra a referida entrada da antiga capela.
De cada lado, dessas escadas de pedra, a água escorre de dois fontanários contemporâneos à restante construção e que ficam harmonicamente enquadradas, mas, que vieram da casa que a família possuía simultâneamente, nessa época até cerca de 1950, na capital deste distrito (Viana do Castelo). Esta propriedade tinha um outro a funcionar para a servir e para dar água gratuita aos viajantes e à população em geral, que vem de uma mina da família. Ainda se vêm vestígios dele, naquela que é hoje chamada a "carreira" ou "alameda de árvores" de acesso ao nosso portão e que antes fazia parte da antiga estrada Ponte de Lima/Viana do Castelo, e do outro com o mesmo propósito de generosidade ao serviço público, por ter sido transferido mais tarde para a nova estrada nacional encostada ao muro exterior de toda a quinta.
Na ponta nascente do mesmo lado e de fora do referido muro ameado, encostada à casa, fica a tal capela, a mais significativa e importante que a primeira, e que é de invocação de Santo Cristo e São Sebastião.
Na fachada da referida capela ostenta duas cartelas, estando a da esquerda inscrita com: "LOU/VADO. SE/IA. O. SANTI/SSIMO. SA/CRAMEN/TO" e a da direita com: "O. MA/RIA. CONC/EBIDA. SEM / PECCADO R/0GAI POR / NOS".

## Dados genealógicos para sua história
Os "Almadas", seus donos ou proprietários, descendem diretamente dos primeiros fundadores deste solar — João Martins Ricalde (ou da Rica) e sua mulher D. Ana da Rocha, filha do "chefe" dos "Rochas de Meixedo" comendatários do Mosteiro de S. Salvador da Torre, proprietário do Couto de Lanheses.
Como nota importante, devemos referir que, neste solar, até à entrada da família Almada na família Abreu Pereira Ricalde ou Martins havia há muito boas relações de direcção para a corôa portuguesa. Para o compreendermos bastaria dizer que durante quatro gerações nasceram aqui quatro desembargadores que deram apoio à gestão da frente do Reino de Portugal. Foram eles, os doutores: Gonçalo Mendes de Brito, Sebastião Pereira de Castro, José Ricalde Pereira de Castro e Francisco de Abreu Pereira de Meneses.
Isso, esse encontro das duas famílias (os Ricaldes e os Almadas), aconteceu em 30 de Março de 1818 quando a filha única e herdeira dessa representação, D. Maria Francisca de Abreu Pereira Cirne Peixoto (senhora do Paço de Lanheses), casou com o morgado D. Antão José Maria de Almada (conde de Almada e Abranches), filha única de Sebastião de Abreu Pereira Cirne Peixoto, 1.º senhor de de Vila Nova de Lanheses e seu capitão-mor das ordenanças desta mesma localidade.
Assim foi possível unir o senhorio de Lanheses e comendas de Vila Franca (Viana do Castelo) e de Ferreira (Zêzere), que ela trazia como dote, aos de Pombalinho (Soure) e dos Lagares d´El-Rei (Lisboa) que a família dele trazia há muito.
Passados anos todos esses vínculos foram extintos e separados, por lei liberal, em 1835, excepto obviamente a posse das suas quintas e casas, que se mantiveram na posse da família, como é o caso desta aqui abordada.